# ديكرانوس الثالث
ديكرانوس الثالث (بالأرمنية: Տիգրան Գ)‏ كان ملكا لأرمينيا من 20 قبل الميلاد إلى 8 قبل الميلاد، وهو ابن أرضافاسط الثاني، وأخو أرضاشيس الثاني.